# Toponymie

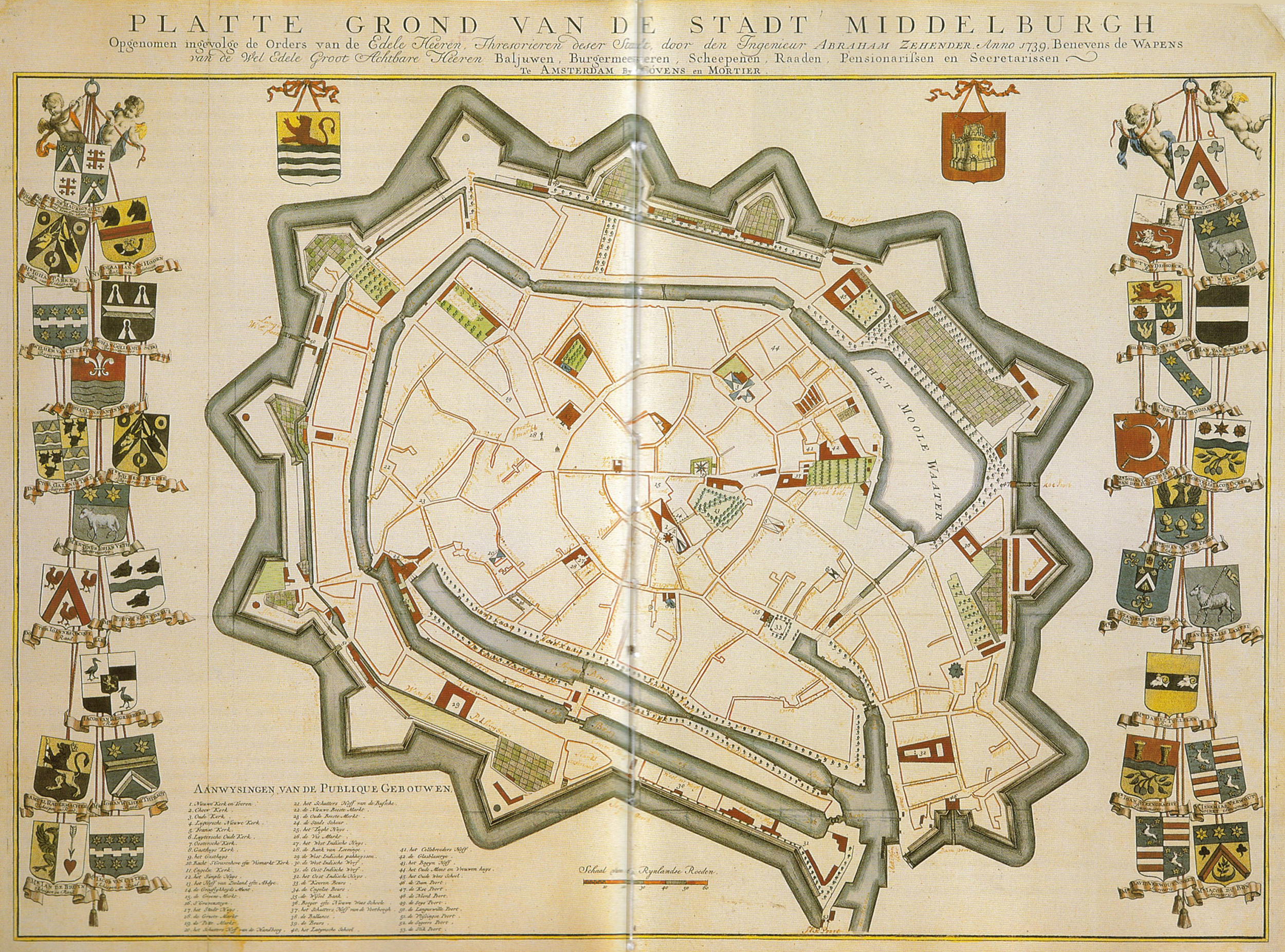
Het ringvormig stratenpatroon (kaart uit 1739), archeologische vondsten en de naam Middelburg geven aan dat hier een ringwalburg heeft gestaan

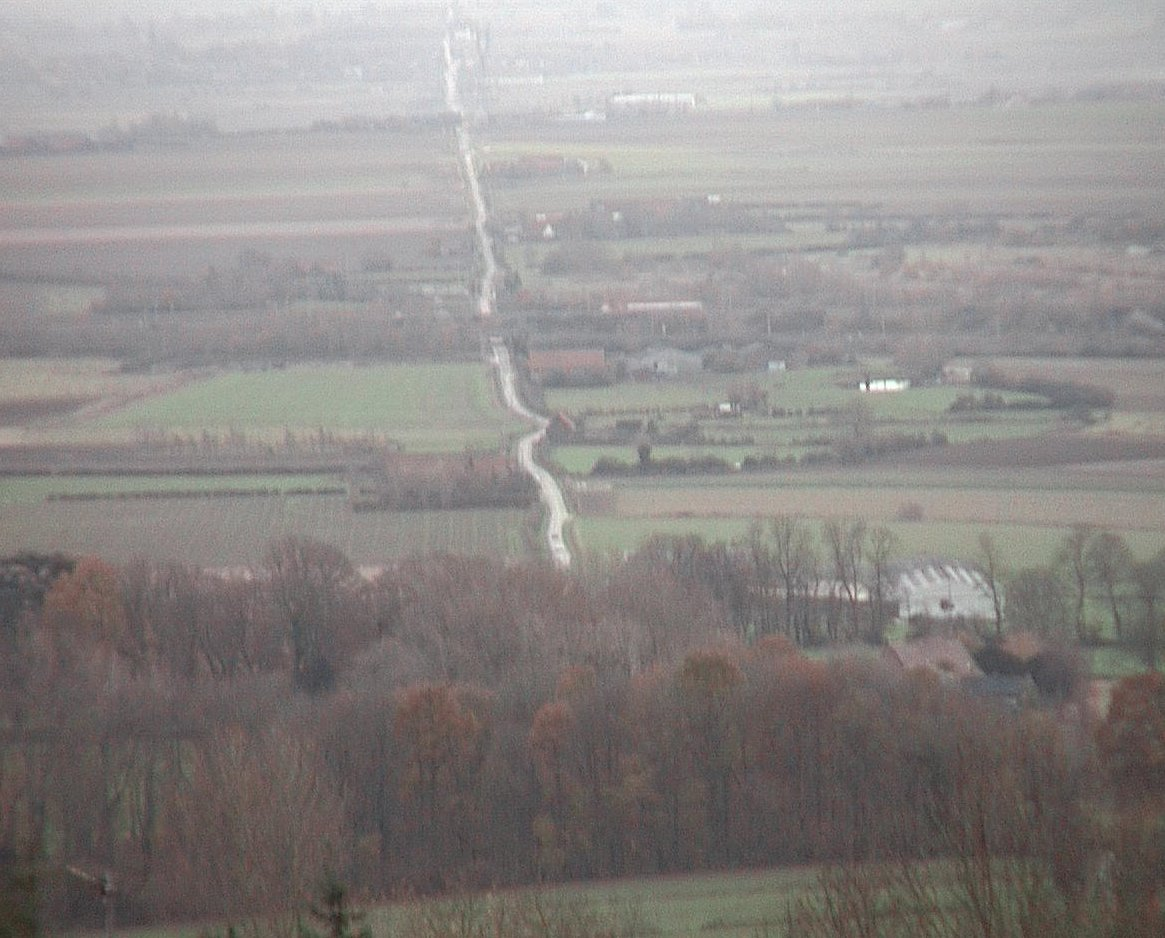
Een van de zeven Romeinse wegen vanaf de heuvel van Kassel waar een Romeinse versterking (castellum) was

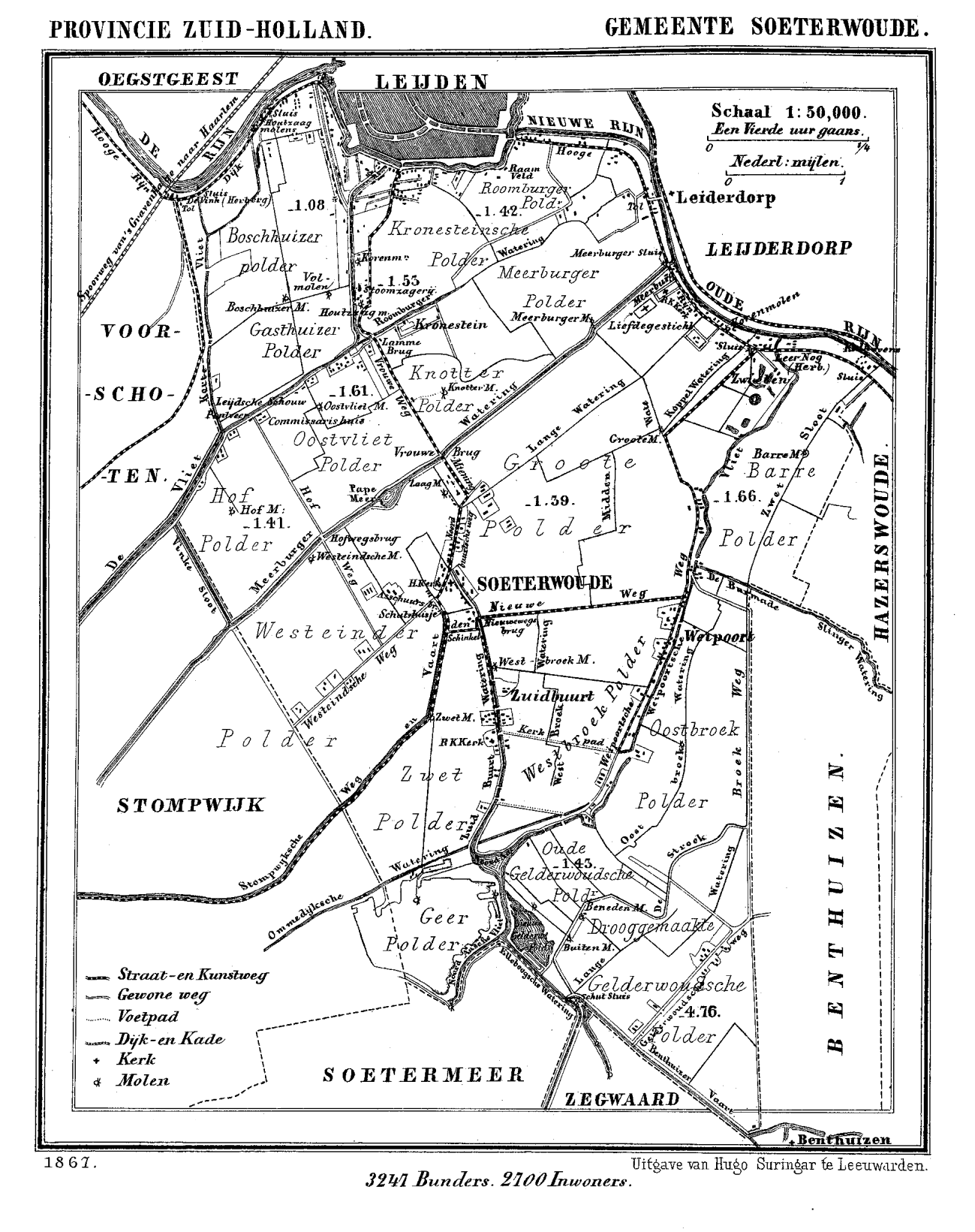
In 1867 was er al niets meer over van de bossen die er volgens de naam Zoeterwoude moeten zijn geweest

Toponymie of plaatsnaamkunde is een vak van de taalkunde die plaatsnamen (toponiemen) probeert op te sporen en te verklaren. De toponymie houdt zich behalve met de herkomst van plaatsnamen ook bezig met de verbreiding daarvan. De toponymie is een wetenschap die met name ten dienste staat van de archeologie en de historische geografie.

## Omschrijving van de studie
Toponymie heeft niets te maken met plaatsverklarende verhalen of sagen, geschreven door mensen. Toponymie bestudeert plaatsnamen op een wetenschappelijke manier. Men gaat daarbij uit van de oudste versie van de plaatsnaam omdat die het meest 'doorzichtig' is. Door het bestuderen en verklaren van plaatsnamen krijgt men inzicht over:
- geschiedenis
- bodemgesteldheid
- taalontwikkeling
- activiteiten
- plantengroei
- reliëf
- geografie
- oude beroepen
- oude persoonsnamen
- plaatselijke heiligen of schutspatronen
- aard van nederzettingen op/van die plaats

Nederland en België kenden een rijke traditie op het gebied van de toponymie, doch uit wetenschappelijke instituten zijn de toponymici in Nederland nu vrijwel verdwenen. In het verleden waren zij onder meer werkzaam bij het Meertens Instituut.

## Onderdelen
De toponymie beslaat een aantal subcategorieën :
- Toponiem of plaatsnaam, veldnaam
- Hydroniem of waternaam, waterloopnaam
- Hodoniem of straatnaam
- Oroniem of bergnaam

## Toponymisten
- Anton Albert Beekman
- Dick Blok (D.P. Blok)
- Gerrit Boekenoogen
- Alie Edelman-Vlam
- Karel De Flou
- K.F. Gildemacher
- Maurits Gysseling
- G. Karsten
- Paul Kempeneers
- Jan ter Laak
- J. Mansion
- Vic Mennen
- H.J. Moerman
- J.W. Muller
- Dirk Otten
- Rob Rentenaar
- Moritz Schönfeld
- Tjeerd Tichelaar
- Hendrik J. Vandewyer
- Jan de Vries
- Wobbe de Vries